# Grattacielo di Fiume
Il Grattacielo di Fiume o Casa Albori (in croato: Riječki neboder) è un grattacielo della città di Fiume. L'edificio si affaccia sulla centrale Jadranski Trg, a pochi passi dal palazzo Adria ed è tutelato dalla legislazione croata "come patrimonio culturale immateriale individuale".

## Storia
Il palazzo fu costruito tra il 1939 ed il 1942 secondo il progetto dell'architetto triestino Umberto Nordio. Durante la costruzione vi furono numerosi attriti tra i committenti la sovraintendenza sia perché nel cantiere fu rinvenuta una necropoli romana sia perché lo stabile, situato nel centro storico di Fiume, andava ad impattare fortemente sul tessuto urbano circostante. L'edificio infatti chiude idealmente la principale arteria stradale della città quarnerina: il Corso.
Casa Albori fu concepita come un moderno grattacielo alto 53 m in stile razionalista, identificativo del regime fascista. I locali al piano terra del grattacielo vennero destinati alle attività commerciali, mentre quelli dal primo al quinto e dal settimo al dodicesimo ad appartamenti residenziali. Il sesto piano venne riservato ad abitazioni di extra-lusso. Nell'ingresso, abbellito con marmo di Carrara e marmo rosso toscano, fu realizzato da Carlo Sbisá un affresco, ora in gran parte rimosso, raffigurante Gabriele D'Annunzio mentre legge la Carta del Carnaro.